# Mohamed Atalla
Mohamed Mohamed Atalla (arab. محمد محمد عطاالله; ur. 4 sierpnia 1924 w Port Said, zm. 30 grudnia 2009 w Atherton) – egipsko-amerykański inżynier, chemik fizyczny, kryptograf, przedsiębiorca i wynalazca. Jego prace nad techniką półprzewodnikową przyczyniły się do rozwoju nowoczesnej elektroniki. Atalla wraz z innym inżynierem, Dawonem Kahngem, są uważani za twórców tranzystora MOSFET, który zrewolucjonizował przemysł elektroniczny.

## Życiorys

### Dzieciństwo i edukacja
Mohamed M. Atalla urodził się w egipskim mieście Port Said.  Studiował na Uniwersytecie Kairskim, gdzie uzyskał tytuł licencjata. Wyjechał do Stanów Zjednoczonych, gdzie studiował mechanikę na Uniwersytecie Purdue. Tam otrzymał tytuł magistra oraz obronił doktorat.

## Kariera naukowa

### Praca w Bell Laboratories
Po uzyskaniu tytułu doktora rozpoczął pracę w Bell Laboratories. W 1950 roku rozpoczął pracę w oddziale Bell w Nowym Jorku, gdzie pracował nad problemami związanymi z niezawodnością przekaźników elektromechanicznych oraz pracował nad komutacją obwodów sieci telefonicznych. Wraz z pojawieniem się tranzystorów, Atalla został przeniesiony do laboratorium Murray Hill, gdzie w 1956 rozpoczął kierować małym zespołem badawczym zajmującym się tranzystorami.

### Hawlett-Packard
W 1962, Atalla dołączył do Hawlett-Packard, gdzie był współzałożycielem HP Associates. Był dyrektorem ds. badań półprzewodników w HP Associates oraz pierwszym kierownikiem laboratorium półprzewodników w HP.

### Fairchild Semiconductor
Atalla opuścił HP w 1969 i rozpoczął pracę w Fairchild Semiconductor. Pełnił funkcję wiceprezesa oraz dyrektora generalnego działu Mikrofali i Optoelektroniki od jego powstania w maju 1969 do listopada 1971. Kontynuował tam prace badawcze nad diodami LED.

### Atalla Corporation
W 1972 opuścił Fairchild Semiconductor i tym razem założył własną firmę. Firma nazywała się początkowo Atalla Technovation, później nazwę zmieniono na Atalla Corporation. Działalność firmy skupiała się jednak na obszarze bezpieczeństwa danych oraz kryptografii. Zajmował się problemami bezpieczeństwa instytucji finansowych oraz banków.

## Śmierć
Do końca życia mieszkał w Atherton. Zmarł 30 grudnia 2009.

## Nagrody i wyróżnienia
Atalla został nagrodzony Medalem Stuarta Ballantine'a w 1975 roku, za swój wkład w rozwój technologii półprzewodnikowych oraz wynalezienie tranzystora MOSFET.
Mimo że jego wynalazek MOSFET umożliwił zdobycie Nagrody Nobla w dziedzinie fizyki m.in. za odkrycie kwantowego efektu Halla czy wynalezienie matrycy CCD, sam Atalla nie otrzymał tej nagrody.